# 汾孝战役
汾孝战役是吕梁战役结束後的1947年1月13日至29日期間，中共武裝在山西汾阳、孝义地区对国民党武裝发起的一次进攻作战。中共方面表示在此次戰役中消滅閻錫山部1萬多人，並且佔領孝义。不過中共還打算攻佔汾阳，但未能成功。